# 石碑坪镇
石碑坪镇，是中华人民共和国广西壮族自治区柳州市柳北区下辖的一个乡镇级行政单位。

## 行政区划
石碑坪镇下辖以下地区：
石碑坪社区、长虹社区、古木村、下陶村、留休村、大仙村、石碑坪村、石碑村、新维村、古城村、大滩村和泗角村。